# 人民不會忘記
《人民不會忘記──八九民運實錄》，1989年六四事件發生前，香港新聞媒體曾派出大量記者前往北京實地採訪，本書是64名香港記者對六四事件的親身記錄。《人民不會忘記》取自89年天安門廣場人民英雄纪念碑上的標語，初版於1989年7月發行，1989年12月出版增訂本，一共賣出了5萬多本。2009年六四二十周年又再加印18,000本。現時全書內容在網上免費公開。
香港記者協會會將出售《人民不會忘記》所得的款項撥入「人民不會忘記基金」以促進中港兩地的新聞自由和出版自由。
尊子漫畫於《明報》停刊後，康樂及文化事務署將轄下公共圖書館所有尊子著作下架，六四事件相關書籍也被連帶下架，其中包括《人民不會忘記》。

## 部份記者名單
- 陳建平，行政長官高級特別助理
- 邱誠武，運輸及房屋局副局長
- 潘潔，環境局副局長
- 何安達，特首辦新聞統籌專員
- 梁美芬，立法會議員[4]

## 外部連結
全書下載